# 430 km
430 km (ros. 430 км) – przystanek kolejowy w miejscowości Smoleńsk, w obwodzie smoleńskim, w Rosji. Leży na linii Moskwa - Mińsk - Brześć.